# Gilbert Minto Elliot
Gilbert Minto Elliot, britanski general, * 1897, † 1969.